# Isola Madame
L'isola Madame è un'isola canadese situata al largo dell'estremità sudorientale dell'isola del Capo Bretone, in Nuova Scozia.

## Geografia
L'isola ha una superficie complessiva di 45 km², misura 16 km di lunghezza e 11 km di larghezza; si trova nella giurisdizione della Contea di Richmond in Nuova Scozia ed è separata dall'isola del Capo Bretone da uno stretto denominato Lennox Passage.
Inizialmente tale passaggio era attraversato esclusivamente mediante traghetti fino all'inaugurazione, nel 1919, del primo ponte sullo stretto, la cui costruzione era cominciata nel 1916. Il servizio dei traghetti fu poi abolito nel 1970, quando il vecchio ponte fu demolito per erigerne uno nuovo, il Burnt Island Bridge. L'isola Madame è oggi collegata tramite ponti anche alle vicine isole Janvrin e Petit-de-Grat.

## Storia
L'isola fu inizialmente conquistata dalla Francia come parte dell'antica colonia dell'Île-Royale (il cui territorio corrispondeva in gran parte alle attuali isola del Capo Bretone e isola del Principe Edoardo). Si presume che debba il suo nome a Madame de Maintenon, seconda moglie del re di Francia Luigi XIV.
A seguito dell'assedio di Louisbourg ad opera della Gran Bretagna durante la guerra dei sette anni, 4 000 abitanti dell'isola furono deportati; tuttavia, dieci famiglie acadiane provenienti da Port-Toulouse vi si stabilirono ed i loro discendenti vivono ancor oggi sull'isola Madame.
A seguito della guerra dei sette anni tutta la colonia dell'Île-Royale (quindi anche l'isola Madame) passò sotto il controllo britannico.
Nel 1766 altri gruppi di acadiani partirono dal Massachusetts e si trasferirono sull'isola.

## Centri abitati
La popolazione complessiva dell'isola è di circa 4 300 abitanti suddivisi in diversi centri abitati:
- Alderney Point
- Arichat
- Boudreauville
- Cape Auguet
- Cap La Ronde
- D'Escousse
- Lennox
- Lochside
- Martinique
- Little Anse
- Petit de Grat
- Poirierville
- Pondville
- Pondville South
- Port Royal
- Poulamon
- Rocky Bay
- Samson's Cove
- St. Marys
- West Arichat